# Tinks Pottinger
Judy « Tinks » Pottinger (née le 26 avril 1956 à Waipawa) est une cavalière néo-zélandaise de concours complet.
Pottinger fait partie de l’équipe de Nouvelle-Zélande de concours complet, qui remporte la médaille de bronze aux Jeux olympiques d'été de 1988 avec Andrew Bennie, Margaret Knighton et Mark Todd. Dans l’épreuve individuelle, elle termine cinquième.